# Hollfeld

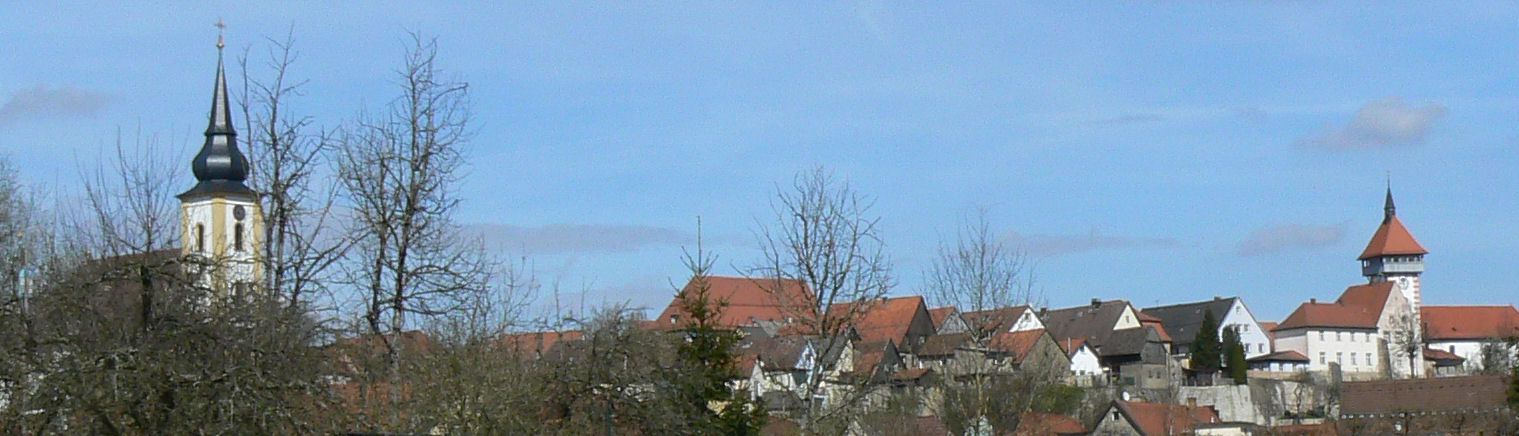
Toàn cảnh

Hollfeld là một thị xã tại huyện Bayreuth, bang Bayern nước Đức. Đô thị Hollfeld có diện tích 81 km², dân số thời điểm ngày 31 tháng 12 năm 2006 là 5238 người.
Đô thị này tọa lạc 20 km về phía tây của Bayreuth, và 30 km về phía đông của Bamberg.

## Hình ảnh

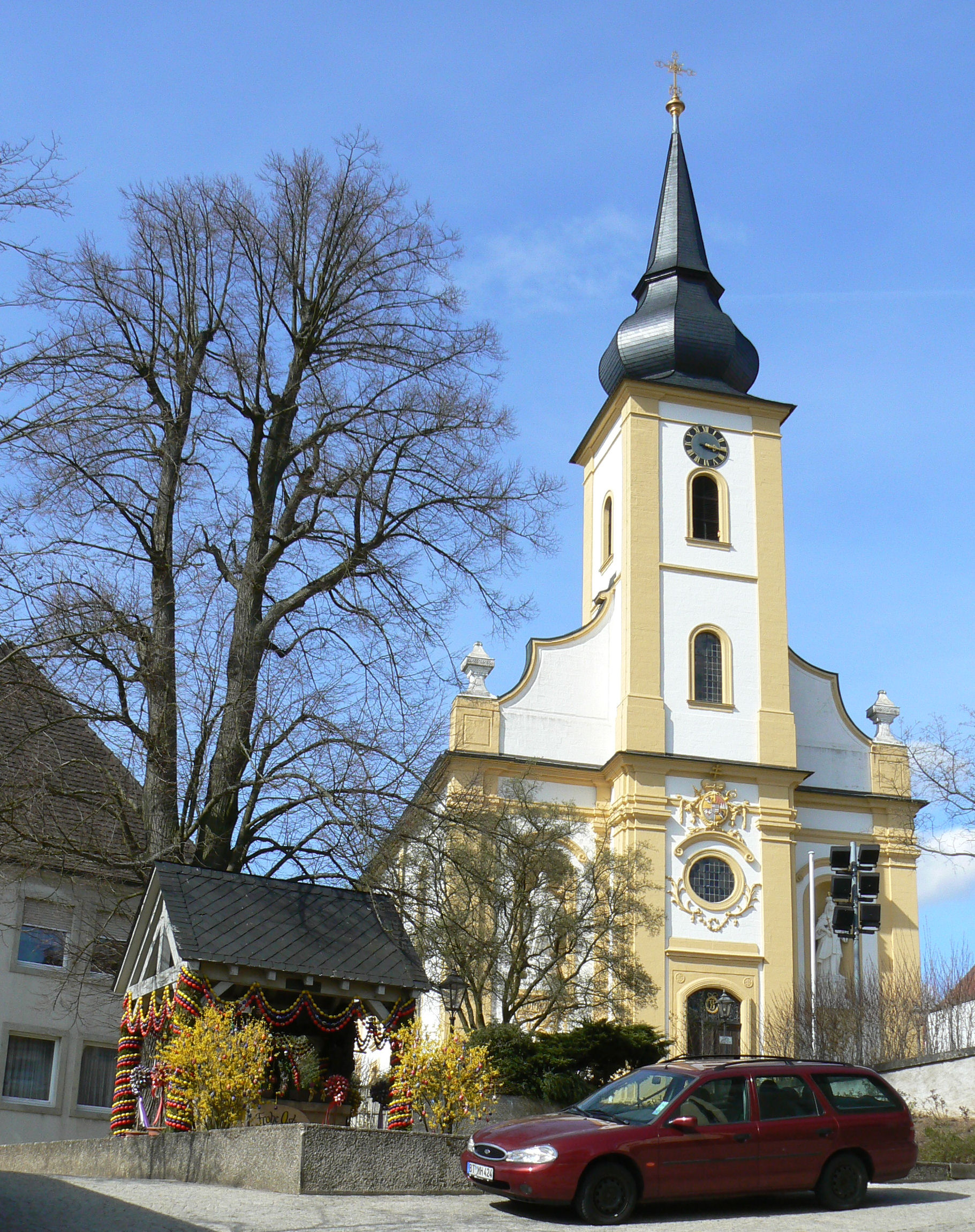
Mariä Himmelfahrt
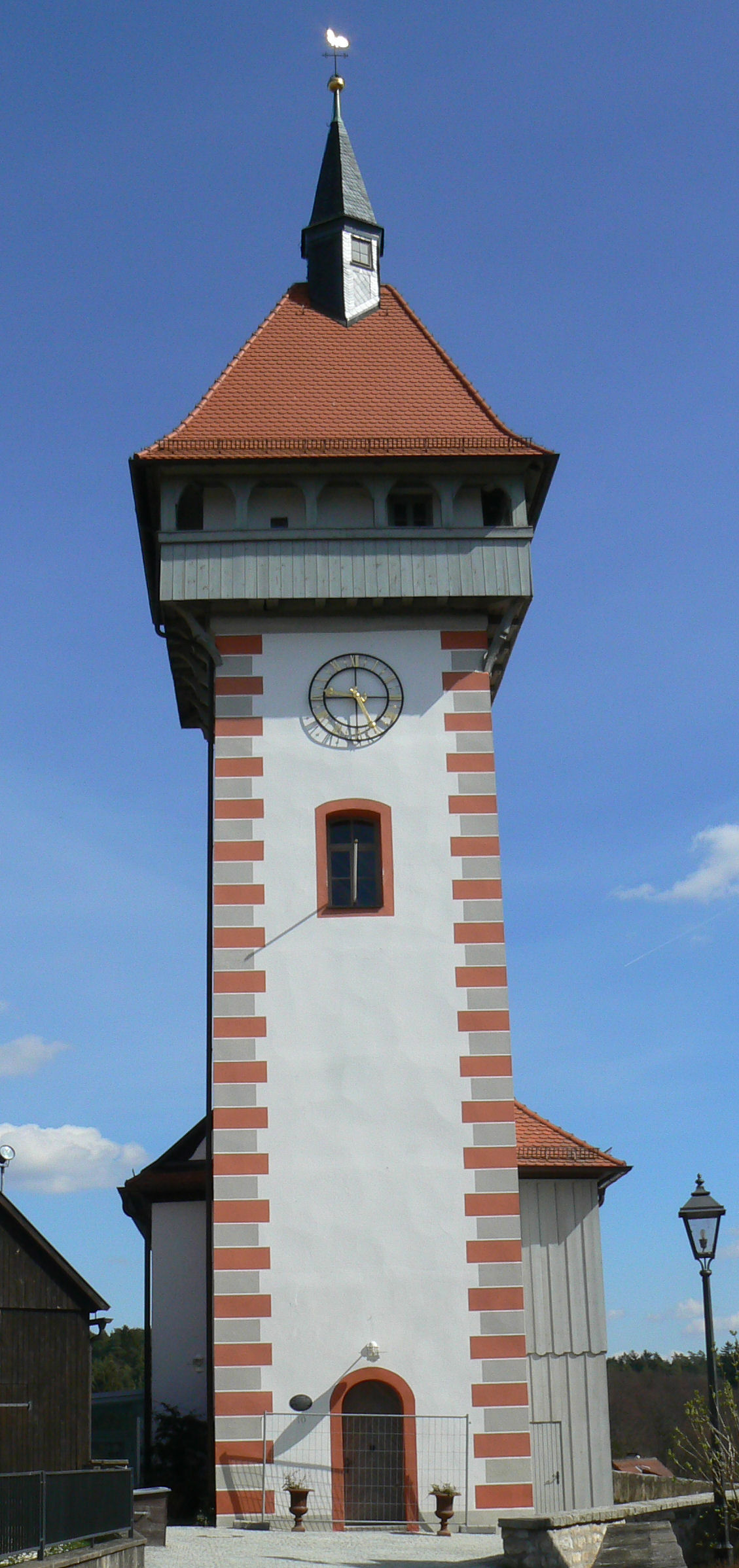
Gangolfsturm

## Các làng
|             |             |             |            |             |             |           |
| Drosendorf  | Fernreuth   | Freienfels  | Gottelhof  | Hainbach    | Höfen       | Hollfeld  |
|             |             |             |            |             |             |           |
| Kainach     | Krögelstein | Loch        | Moggendorf | Neidenstein | Pilgerndorf | Schönfeld |
|             |             |             |            |             |             |           |
| Stechendorf | Tiefenlesau | Treppendorf | Weiher     | Welkendorf  | Wiesentfels | Wohnsdorf |